# 沃夫西城堡
沃夫西城堡（Wolvesey Castle），又稱舊主教宮，是位於英國英格蘭漢普郡溫徹斯特的一座城堡遺跡，緊鄰溫徹斯特座堂。沃夫西城堡包括宮殿和城堡兩部分建築。宮殿部分始建於970年，城堡部分始建於1141年。現在沃夫西城堡由英格蘭遺產所有和維護，並在1950年列入I級登錄建築。 